# Tracheomalazie
Tracheomalazie ist eine Erkrankung, welche durch eine Erschlaffung der Luftröhre gekennzeichnet ist. Die Ursache hierfür liegt in einer ungenügenden Stabilität der in der Luftröhre befindlichen Knorpelspangen, was zu einem Kollaps der Luftröhre typischerweise zum Zeitpunkt der Einatemphase (durchaus oft aber auch der Ausatemphase) führt. Die Tracheomalazie kann ein Segment oder die gesamte Trachea betreffen.
Die Tracheomalazie tritt nicht selten zusammen mit einer Bronchomalazie auf und wird dann auch als Tracheobronchomalazie  bezeichnet.

## Pathogenese
Da in der Einatemphase ein Unterdruck vorhanden sein muss, um den Luftstrom in die Lunge zu ermöglichen, kollabiert dabei auch die Luftröhre mit abnorm weichem Knorpelgewebe leichter, als in der Ausatemphase. Das führt dazu, dass bevorzugterweise ein inspiratorischer, durchaus aber auch ein exspiratorischer Stridor auftritt (beide als Zeichen eines erhöhten Atemwegswiderstandes). Letztlich kann dabei der Atemwegswiderstand so hoch werden und die Atmung dabei so stark beeinträchtigt werden, dass der Patient eine zunehmende Dyspnoe entwickelt und letztlich ohne geeignete Therapie erstickt.

## Einteilung
Es werden drei Formen unterschieden:
- Typ 1: kongenital, Verstärkung in Rückenlage[3]
- Typ 2: durch äußere Kompression (z. B. Tumoren oder Struma) verursachte Eindellung der Trachea[4]
- Typ 3: aufgrund einer chronischen Infektion oder übermäßig langen Intubation erworbene Instabilität[4]

## Therapie und Prognose
Bei angeborenen Tracheomalazien reicht es oft, den Säugling auf dem Bauch- und nicht auf dem Rücken zu lagern. Meist besteht dabei im Verlauf von Monaten und Jahren eine spontane Heilungstendenz. Bei einer Tracheomalazie durch äußere Kompression ist die Ursache nach Möglichkeit zu entfernen (z. B. bei einer Struma durch Strumektomie oder Radiojodtherapie). Bei infektbedingter Tracheomalazie ist eine testgerechte Antibiose indiziert. Insbesondere bei der infektbedingten Form ist die Prognose weniger günstig, das Auftreten einer Trachealstenose ist möglich. Als Ultima Ratio sind operative Erweiterungsplastiken der Luftröhre möglich.
Ist die Tracheomalazie so stark ausgeprägt, dass sie die Atmung des Patienten lebensbedrohlich einschränkt, so sind symptombezogene Maßnahmen zu ergreifen, die eine ausreichende Belüftung der Lunge wieder möglich machen. Je nach Grad der Ausprägung und Lokalisation der betroffenen Luftröhrenabschnitte können dabei eine Tracheotomie mit nachfolgender Einlage einer Trachealkanüle genügen. In besonderen Fällen kann es jedoch auch notwendig werden, dass ein Tubus bis zur Bifurkation (die Stelle, an der sich die Luftröhre in linken und rechten Hauptbronchus aufteilt) vorgeschoben wird.